# والری مارتین
والری مارتین (انگلیسی: Valerie Martin؛ زادهٔ ۱۹۴۸) یک رمان‌نویس اهل ایالات متحده آمریکا است. وی همچنین برنده جوایزی همانند کمک هزینه گوگنهایم و برنده جایزه ادبیات داستانی زنان در سال ۲۰۰۳ به خاطر نوشتن کتاب دارایی است.